# Alouatta palliata
Alouatta palliata é uma espécie de bugio, um macaco do Novo Mundo do gênero Alouatta, da América Central e Sul. São conhecidas três subespécies, sendo que para alguns autores, Alouatta coibensis, e suas duas subespécies, podem ser consideradas subespécies de A. palliata. Ocorre em diversos países da América Central, sendo uma das espécies de primatas mais comuns dessa região, e na América do Sul ocorre apenas na Colômbia e Equador.
É um dos maiores macacos centro-americanos e os machos podem pesar mais de 9,8 kg. Se diferencia das outras espécies do gênero principalmente pela pelagem, que é totalmente negra com um manto de cor dourada nos flancos. Passa a maior parte do tempo descansando e dormindo. As vocalizações podem ser ouvidas a quilômetros de distância.
A. palliata vive em grupos que podem ter entre 10 e 20 indivíduos em um sistema de acasalamento poligínico. Indivíduos de ambos os sexos deixam o grupo em que nasceram quando atingem a maturidade sexual, resultando bandos em que os adultos não são parentes. Se alimentam predominantemente de folhas, mas frutos também podem fazer da dieta. É importante para processos ecológicos na floresta, principalmente como dispersor de sementes e germinador. São animais relativamente inativos, e eventualmente utilizam a cauda preênsil para se locomover. A gestação dura 186 dias, e as fêmeas dão à luz a um filhote por vez, que adquire uma coloração igual ao dos adultos com cerca de 3 meses de idade.
Embora impactado pela desflorestação, é mais adaptável que outras espécies de primatas centro-americanos, visto sua capacidade de se alimentar de folhas e viver em áreas pouco extensas e por isso, seu estado de conservação é considerado de "baixo risco" pela IUCN.

## Taxonomia
Alouatta palliata pertence à família de macacos do Novo Mundo Atelidae, que também contém os outros bugios, os macacos-aranhas, os macacos-barrigudos e os muriquis. É membro da subfamília Alouattinae e gênero Alouatta, que são as categorias taxonômicas dos bugios ou guaribas. O epíteto  específico  palliata; é uma referência a pálio, um manto utilizado por anciões na Grécia e Roma Antigas.
Três subespécies são reconhecidas:
- Alouatta palliata aequatorialis, da Colômbia, Costa Rica, Equador, Panamá e Peru;
- Alouatta palliata palliata, da Costa Rica, Guatemala, Honduras e Nicarágua;
- Alouatta palliata mexicana, do México e Guatemala.

Duas subespécies adicionais de A. palliata são reconhecidas eventualmente, mas são identificadas, geralmente, como subespécies de Alouatta coibensis. Entretanto, análises com DNA mitocondrial tem se mostrado inconclusivas quanto à posição desses táxons:
- Alouatta palliata trabeata, do Panamá;
- Alouatta palliata coibensis, do Panamá.

## Distribuição geográfica e habitat
Alouatta palliata é nativo da Colômbia, Costa Rica, Equador, Guatemala, Honduras, México, Nicarágua e Panamá. Em Honduras, Nicarágua, Costa Rica e Panamá, ocorre em todo os locais desses países. Na Colômbia e Equador, é encontrado em um estreito corredor limitado pelo Oceano Pacífico a oeste e pelos Andes, a leste, e também em uma pequena porção na costa do Mar do Caribe, próxima à fronteira com o Panamá. Na Guatemala, A. palliata é encontrado na parte central do país, e no sudeste do México, ao sul da península de Iucatã. Essa espécie é uma das mais habitualmente ouvidas em muitos parques nacionais da América Central, incluindo os Parques Nacionais Manuel Antonio, Corcovado, Monteverde e Soberania. Vive em diversos tipos de floresta, incluindo floresta secundária e a floresta semidecidual, mas é mais abundante em áreas de floresta madura e de floresta ombrófila. A. palliata é simpátrico com Alouatta pigra, em uma pequena parte de sua distribuição entre a Guatemala e o México, perto da península de Iucatã.

## Descrição

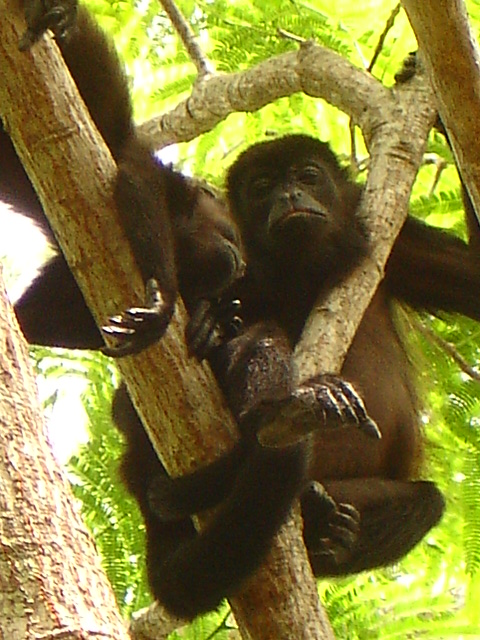
Bugios descansando

A morfologia de A. palliata é similar aquela de outros macacos do gênero Alouatta exceto pela coloração. A. palliata é preto exceto por uma faixa de pelos de cor dourada ou amarela nos flancos, o que acabou resultando no nome popular em inglês (mantled howler, que traduzido ao pé da letra significa “bugio-de-manto”). No entanto, na Costa Rica, estes macacos começaram a ostentar distintas manchas amarelas em suas caudas e pernas, a primeira evidência de uma rápida mudança na pigmentação da pele de primata.
Quando os machos alcançam a maturidade, o escroto se torna branco. Fêmeas medem entre 48,1 e 63,2 cm de comprimento, sem a cauda, e machos têm entre 50,8 e 67,5 cm de comprimento. A cauda é preênsil e mede entre 54,5 cm e 65,5 cm de comprimento. Fêmeas adultas geralmente pesam entre 3,1 e 7,6 kg, enquanto os machos têm entre 4,5 e 9,8 kg.  O peso médio pode variar significativamente entre populações de diferentes locais. O cérebro de um adulto pesa cerca de 55,1 g, e é menor do que de outros primatas de porte menor, como o macaco-prego-de-cara-branca.
A espécie compartilha muitas adaptações com outras espécies de bugio à folivoria, que é uma dieta com grandes porções de folhas. Seus molares possuem cristas altas, que ajudam na mastigação das folhas. Machos possuem o osso hióide bem desenvolvido. O osso funciona como uma caixa de ressonância, amplificando as vocalizações dos bugios, que podem ser ouvidas à quilômetros de distância.

## Comportamento

### Organização social
Os grupos possuem, em média, entre 10 e 20 indivíduos, sendo que têm entre 1 a 3 machos adultos, e 5 a 10 fêmeas adultas, mas alguns grupos podem chegar a ter 40 membros. Machos são dominantes sobre as fêmeas, e indivíduos mais jovens tendem a ter uma posição mais elevada na hierarquia. Indivíduos com posição social elevada possuem prioridade na obtenção de sítios de dormida e alimento, e o macho dominante tende a monopolizar as cópulas. Os grupos geralmente são formados por animais não aparentados entre si, pois indivíduos de ambos os sexos deixam o bando após a maturidade sexual.
A catação é pouco frequente, mas sua forma e ocorrência está relacionada à hierarquia social, com indivíduos dominantes catando os subordinados. A catação geralmente ocorre de forma rápida e tipicamente se resume às fêmeas catando seus filhotes e machos adultos. Interações agressivas entre membros de um mesmo bando não são frequentes. Entretanto, estudos mostram que a agressividade entre grupos ocorre, e tendem a não ser muito observadas por humanos por serem rápidas e em silêncio.
Os territórios de A. palliata têm entre 10 e 60 hectares. Grupos não defendem territórios exclusivos, mas em vez disso, vários grupos podem ter seus territórios se sobrepondo ao de outros. Entretanto, se dois grupos se encontram, eles tentam evitar o outro ameaçando e se comportando agressivamente. Em média, os grupos se deslocam cerca de 750 m por dia.
Essa espécie possui pouca interação com outras espécies de primatas centro-americanos, mas interações com o macaco-prego-de-cara-branca ocorrem. Elas são geralmente agressivas, e os macacos-pregos são os mais agressivos. Mas, associações amistosas entre os macacos-pregos e bugios podem ocorrer, envolvendo brincadeiras entre juvenis de ambas espécies, e elas podem se alimentar na mesma árvore, aparentemente, ignorando-se.

### Forrageamento e dieta
Alouatta palliata é o primata mais folívoro da América Central. Folhas fazem parte de quase 50% a 75% da dieta dessa espécie de bugio. Apesar disso, ele é seletivo com relação às espécies de árvores que se alimenta, e prefere folhas jovens e brotos. Essa seletividade é para diminuir as concentrações de toxinas ingeridas, já que certas folhas de várias plantas contém toxinas. Folhas jovens geralmente possuem menos toxinas e mais nutrientes do que folhas maduras, e também são mais fáceis de digerir. Bugios possuem grandes glândulas salivares que ajudam a digerir os taninos das folhas se ligando aos polímeros antes que o bolo alimentar chegue ao estômago. Embora folhas sejam recursos abundantes, elas possuem pouco valor energético. O fato de os bugios basearem sua dieta predominantemente em uma fonte com tão baixo valor energético influencia muito seu comportamento: por exemplo, vocalizações para localizar outros grupos evitando grandes deslocamentos em patrulhas pelo território e passar a maior parte do dia descansando.
Embora as folhas tendam a ser a maior parte da dieta de A. palliata, as frutas também pode ter uma grande porção na dieta. Quando disponível, a proporção de frutas na dieta pode ser até 50% e exceder a de folhas. Folhas e frutos de plantas do gênero Ficus possuem preferência. Flores também pode fazer parte da dieta e são ingeridas principalmente em quantidades significativas durante a estação seca. Para obter água, A. palliata pode consegui-la dos alimentos, beber diretamente em buracos nas árvores durante a estação chuvosa ou que ficam retidas em folhas de bromélias.
Tal como as outras espécies de bugios, quase todos os indivíduos possuem visão tricromática. É diferente de muitos macacos do Novo Mundo que possuem também indivíduos dentro de uma mesma população com visão dicromática. A visão tricromática exibida pelos bugios está relacionada à preferências da dieta, permitindo distinguir folhas jovens, que são mais avermelhadas, de folhas maduras.

### Locomoção

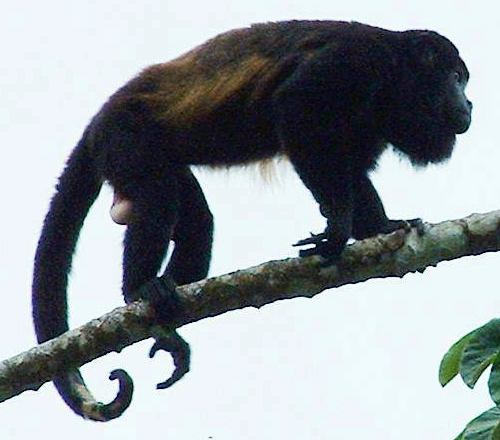
Macho adulto mostrando a cauda preênsil e o escroto de cor branca.

É uma espécie diurna e arborícola. Movimentos dentro da floresta incluem o quadrupedalismo (quando andam e correm sobre suportes), “semi-braquiação” (atravessando de galho em galho por meio de alongamento dos membros) e escalada. Eles podem eventualmente saltar.
Entretanto, como os outros bugios, é uma espécie relativamente inativa. Dorme ou descansa a noite inteira e cerca de três quartos do dia. A maior parte do período ativo é passado se alimentando, com cerca de 4% do dia gasto com interações sociais.  Esta letargia é uma adaptação a uma dieta de baixo valor energético. Usa a cauda preênsil para agarrar ramos enquanto dorme, descansa ou se alimenta. A cauda pode suportar todo o peso do corpo, mas é mais comum se apoiarem com a cauda e ambos os pés. Um estudo mostrou que A. palliata usa rotas conhecidas para sítios de dormida e de alimento, e parece se lembrar de utilizar marcações para encontrar rotas diretas a esses locais.

### Comunicação
A. palliata é conhecido, como os outros bugios, por ser um "macaco gritador". As vocalizações são majoritariamente emitidas pelos machos, principalmente na madrugada e no crepúsculo, mas também são emitidas em resposta a algum tipo de distúrbio. Essas vocalizações são muito altas e podem ser ouvidas a quilômetros de distância. Consistem de grunhidos e repetidos roncos que duram cerca de quatro a cinco segundos cada. A intensidade é amplificada pelo osso hioide, que funciona como uma caixa de ressonância. Os machos possuem o osso hioide 25 vezes maior do que o dos macacos-aranhas, que possuem porte similar. Fêmeas também vocalizam, mas suas vocalizações são mais agudas e não tão ruidosas quanto dos machos. A capacidade de emitir tais chamadas é uma estratégia para diminuir o gasto energético em patrulhas pelo território, consistente com a dieta de baixo valor nutricional dos bugios. Os roncos permitem que esses macacos localizem outros bandos sem se mover muito e evitando confrontos diretos. A. palliata utiliza outros sons para se comunicar, incluindo "latidos", grunhidos, cacarejos e guinchos. Eles utilizam cacarejos para manter contato auditivo com outros membros do mesmo grupo.

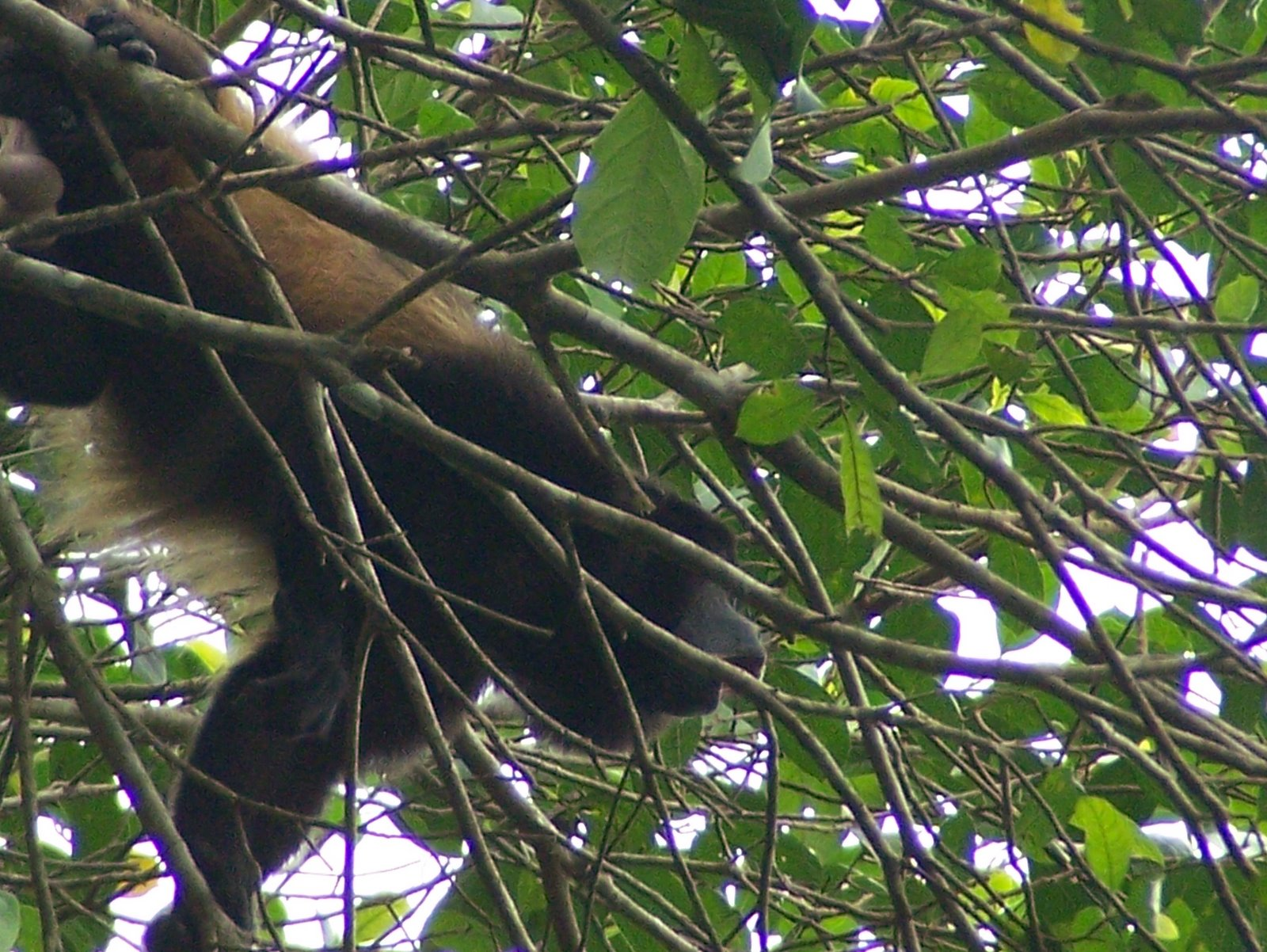
Macho vocalizando nas árvores

Também é utilizada comunicação não-vocal, como marcação com urina em alguma situação social estressante. Isto é feito esfregando as mãos, pés, cauda e peito com urina. Beijos e movimentos de língua são sinais usados pelas fêmeas para indicar receptividade sexual. Exibições dos genitais são usadas para indicar estados emocionais, e membros do grupo podem balançar galhos, o que aparentemente é uma atividade lúdica.
Os bugios são geralmente indiferentes à presença dos humanos. Entretanto, quando incomodados por seres humanos, eles podem demonstrar irritação urinando ou defecando neles. Fezes e urina podem atingir observadores, apesar dos bugios estarem no alto das árvores.

### Uso de ferramentas
Os bugios eram tido como animais incapazes de usar ferramentas, até que em 1997, foi observado um exemplar de Alouatta seniculus utilizando um galho para acertar uma preguiça-real (Choloepus didactylus), que descansava em uma árvore. Isto sugere que outras espécies do gênero possam usar ferramentas, inclusive A. palliata, apesar de nunca ter sido observado diretamente.

## Reprodução

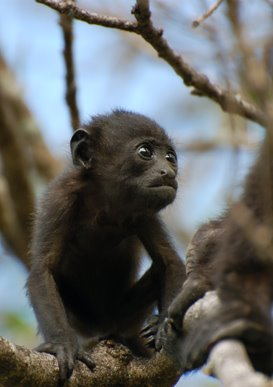
Juvenil em floresta seca da Costa Rica

O sistema de acasalamento é poligínico, em que um macho copula com várias fêmeas. Geralmente, o macho alfa monopoliza as oportunidades de cópulas, mas caso ele se distraia, machos subalternos podem conseguir copular. Em alguns grupos, machos subordinados conseguem se acasalar regularmente e deixar descendentes. Os machos alfa mantêm seu status por cerca de 2,5 anos até 3 anos, período em que podem ter até mais de 18 filhotes. Fêmeas tornam-se sexualmente maduras com 36 meses de idade, enquanto machos com cerca de 42 meses. Entretanto, as fêmeas terão filhotes a primeira vez com cerca de 42 meses. O ciclo estral é regular, com cerca de 16,3 dias, e apresenta mudanças sexuais na pele, particularmente inchaço e mudança de cor (de branco para rosa claro) nos pequenos lábios da vulva. O ato copulatório começa quando uma fêmea receptiva se aproxima de um macho e inciam lambidas. O macho responde da mesma forma antes da fêmea se virar enquanto levanta os quadris, permitindo o início do coito. Fêmeas aparentemente utilizam sinais químicos, já que os machos cheiram seus genitais e degustam a urina das fêmeas. A gestação dura cerca de 186 dias; nascimentos podem ocorrer em qualquer parte do ano. A pelagem do recém-nascido é prateado, mas se torna pálida ou dourada depois de alguns dias. Depois disso, a pelagem escurece e o juvenil passa a ter a coloração de um indivíduo adulto com 3 meses de idade.
O juvenil é carregado por sua mãe, se pendurando nos pelos do peito, durante as duas primeiras semanas. Depois dessas semanas, é carregado nas costas. Com cerca de 3 meses, ela passa a carregar menos, até mesmo empurrando para fora, mas somente com 4 ou 5 meses que o filhote deixa de ser carregado. Depois que o juvenil passa a andar por si só, a mãe o carrega apenas para atravessar difíceis obstáculos entre as árvores. Eles brincam entre si em grande parte do tempo. Os infantes são desmamados com 1,5 ano de idade e o cuidado maternal termina neste momento. Fêmeas adultas tipicamente dão à luz a cada 19 a 23 meses, depois que a primeira prole sobrevive até o desmame.
A. palliata difere dos outros bugios em que os testículos não descem até o escroto até eles alcançarem a maturidade sexual. Quando alcançada a maturidade sexual, os joven adultos deixam o grupo natal, embora a prole de fêmeas de alta posição social podem permanecer no grupo. Entretanto, muitos infantes não alcançam a maturidade sexual:  adultos dominantes podem matar os filhotes de adultos subordinados, eliminando a competição entre a prole do dominante com a do subordinado. A emigração ocorre para ambos os sexos, com 79% dos machos e 96% das fêmeas deixando o grupo natal quando se tornam adultos. Quando um macho de fora do grupo consegue ocupar o lugar do antigo macho alfa, ele mata os infantes das fêmeas residentes, que acabam entrendo no estro. Predadores como felídeos, cobras e rapinantes também matam filhotes. O sucesso reprodutivo máximo ocorre em fêmeas de posição social intermediária, com filhotes de indivíduos alfa sobrevivendo pouco, possivelmente por conta de competição, e a mortalidade infantil é menor em bandos que os nascimentos das fêmeas ocorrem de forma sincronizada. Se sobreviver à infância, A. palliata pode viver até 25 anos.

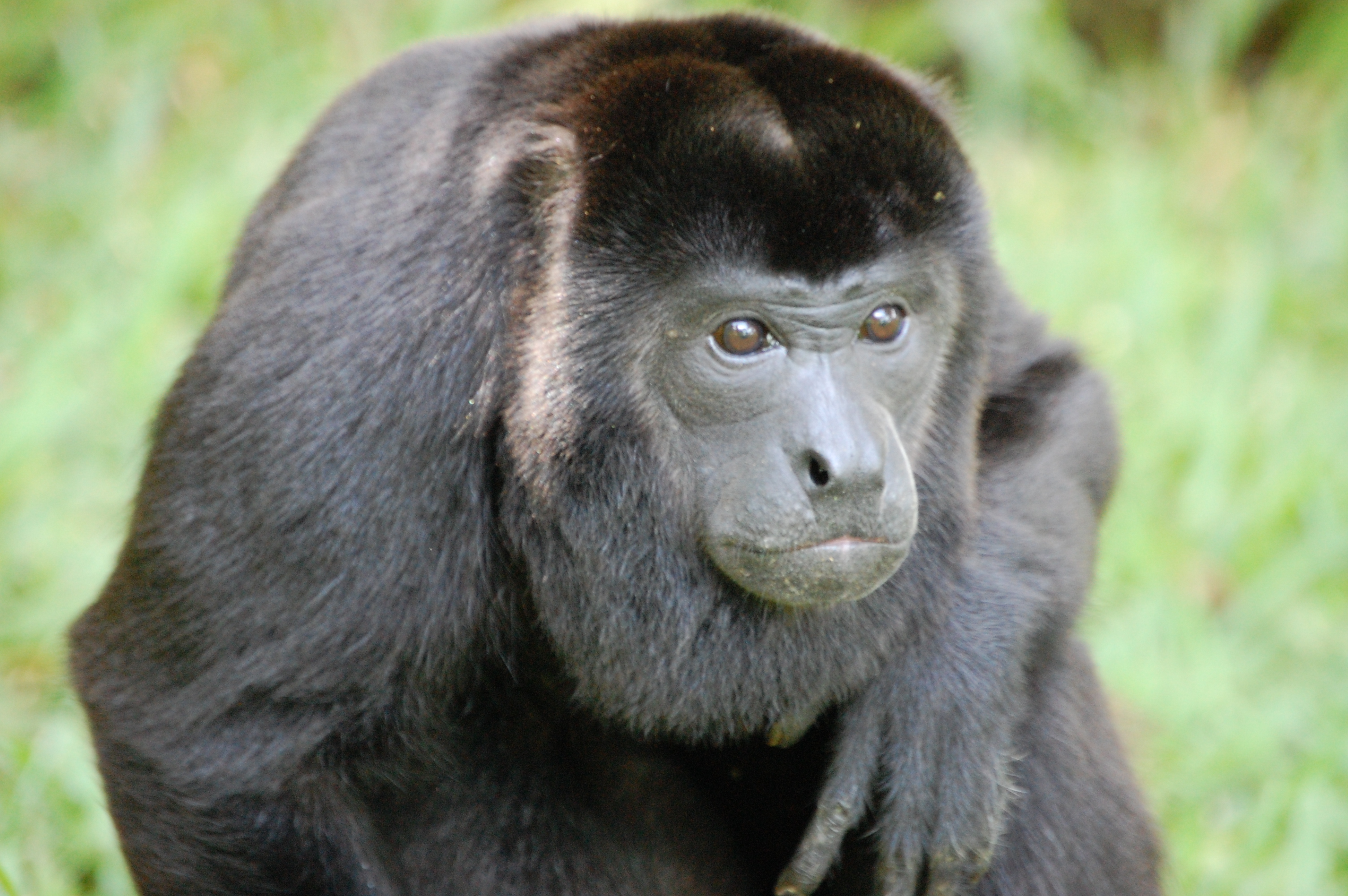
Bugio fotografado no Golfo Dulce, Costa Rica

## Conservação
A espécie é considerada como de “baixo risco” pela IUCN. Apesar disso, suas populações têm sido impactadas negativamente pela fragmentação das florestas, que tem forçado a migração de grupos desse macaco para regiões mais remotas. Entretanto, essa espécie pode se adaptar melhor à fragmentação de habitat se comparada aos outros primatas centro-americanos, devido ao seu baixo gasto energético, pequenas áreas de vida e habilidade para explorar outras fontes de alimento além de folhas. Possui importância ecológica por várias razões, principalmente como dispersor de sementes e germinador, já que sementes que passam pelo trato digestório do animal têm maior probabilidade de germinarem. Besouros da superfamília Scarabaeoidea, que também são dispersores de sementes, parecem dependentes da presença de A. palliata. Esse bugio é protegido do comércio internacional através do Apêndice I da CITES.